# Frölunda torg

Frölunda torg är ett köpcentrum och torg i stadsdelen Järnbrott i sydvästra Göteborg. Frölunda Torg är även namnet på det primärområde som omger torget. Köpcentret invigdes den 8 september 1966 av Olof Palme efter sju års byggarbete och var då Nordens största köpcentrum under ett tak. Arkitekter var Hjalmar Klemming, Lars Grönlund och Erik Thelaus. Byggkostnaden uppgick till 80 miljoner kronor.

## Historik

### Förhistoria
Torget ligger i huvudsak på Ekebäcks bys gamla marker, där gårdarna var; Nils Nilssons gård ("Nilses"), Karl Nilssons gård ("Sme'ns"), Gustav Johanssons gård ("Kalles"), Nordens rävfarm, Elsa Svenssons hus. Byn var samlad vid torget fram till mitten av 1800-talet, men splittrades då vid laga skifte. Samtliga femton hus och gårdar utom ett, revs omkring 1970. Det kvarvarande ligger strax öster om Frölunda Kulturhus.

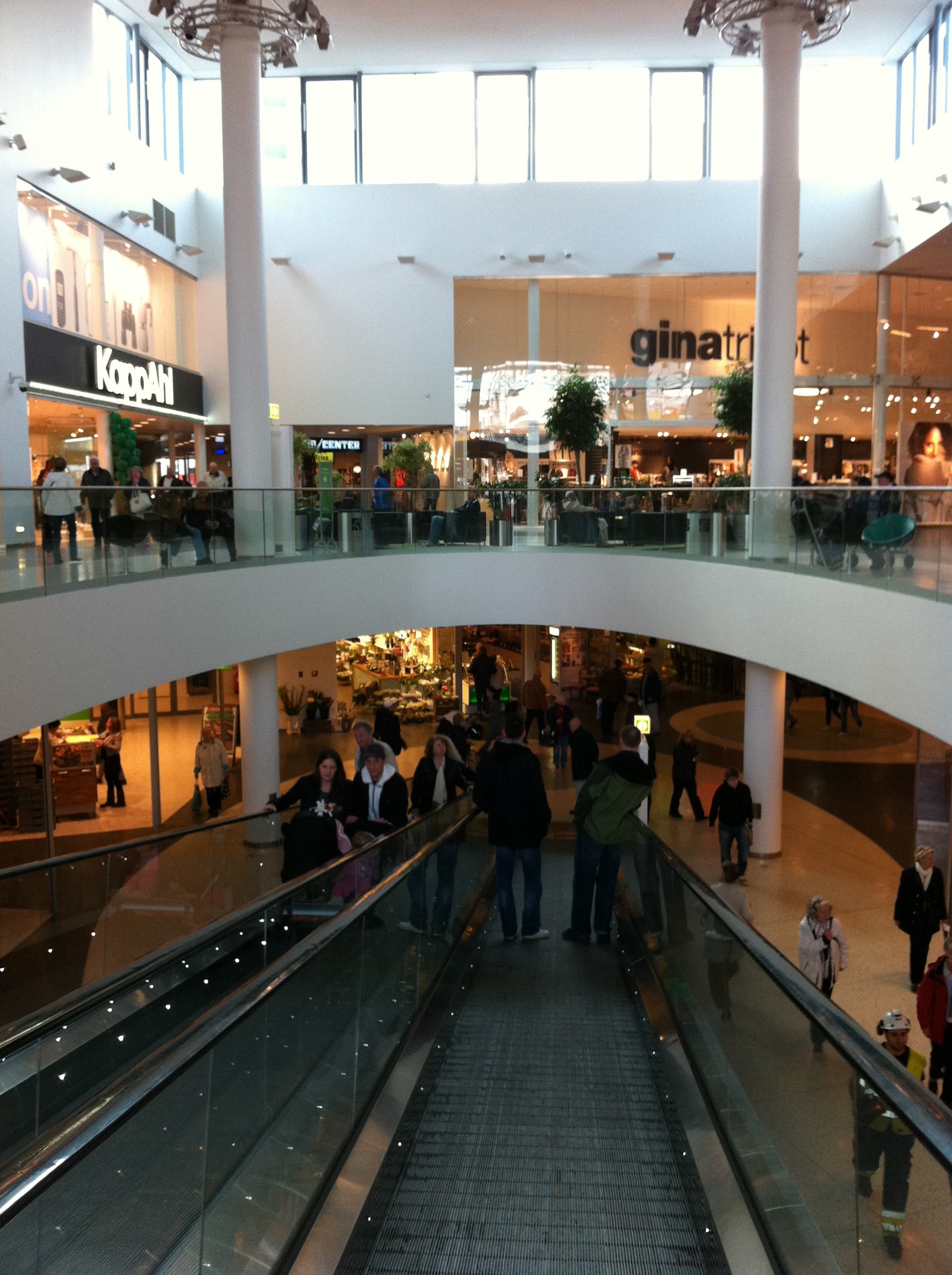
Det nordöstra delen av Frölunda torg sett från övervåningen

### Fram till 1990
Efter sju års projekterande och byggnationer invigdes köpcentrumet den 8 september 1966 av dåvarande statsrådet Olof Palme. Det var då Nordens största köpcentrum under ett tak, med en yta på 45 000 kvadratmeter, närmare 3 000 p-platser och redan från början egen spårvagnshållplats. Det fanns ett 40-tal butiker och två varuhus (Domus och Tempo) i tre plan. Vidare fanns apotek, banker, tandläkare, systembolag, bowlinghall och en rad serviceinrättningar. Man räknade med att 100 000 människor skulle ha Frölunda torg som ett naturligt köpcentrum, varav 60 000 ansågs kunna promenera dit. Under de första fyra dagarna besöktes centret av 50 000 personer. Byggnaden erhöll pris för bästa byggnad i Göteborg av Per och Alma Olssons fond 1967 för "att de amerikanska idealen och tidens storskalighet kommer till uttryck". Byggherre var Göteborgsbostäder. 
Första stora utbyggnad skedde 1980, då landshövdingen Åke Norling invigde den nya delen med 14 butiker och en restaurang, 13 300 nya kvadratmeter totalt. Nästa utbyggnad skedde 1983 då varuhuset Domus – som funnits med från början – flyttade ut ifrån två av sina tre våningsplan och gav plats för elva nya butiker, bland annat KappAhl och Lindex. Två år senare byggdes ytterligare 11 butiker och köpcentret köptes upp av Skandia.

### Senare år
Under 1990-talet lämnade Domus Frölunda torg och livsmedelsbutiken Billhälls öppnade. 1995 invigdes en del vid Frölunda sjukhus. Torget hade nu över hundra butiker samt elva kaféer. Under 2000-talet förvaltades köpcentret av Jones Lang Lasalle.

### Efter 2007
2007 tog Diligentia – ett helägt dotterbolag till Skandia – över förvaltningen och påbörjade den största utbyggnades av Frölunda torg dittills. Den 26 oktober tog man det första spadtaget för den ombyggnad som är en del i Stadsbyggnadskontorets förnyelse av hela stadsdelen Frölunda och utvecklingen av sydvästra Göteborg. Den första etappen av utbyggnaden som färdigställdes i oktober 2009 kostade 1,5 miljarder kronor att färdigställa och resulterade i att torget nu har 150 butiker och en ny spårvagnshållplats.
Den första etappen gav inte bara nya butiker utan även ett nytt parkeringshus samt tre nya bostadshus kallade Cityhusen som uppfördes av Skanska och innebar ett tillskott av 177 nya lägenheter. Våren 2010 startade bygget av etapp två vilket var klart under våren 2011.

## Verksamhet

### Beskrivning av köpcentret
Sommaren 2011 har Frölunda torg drygt 200 butiker, restauranger och caféer under samma tak och utgör efter Nordstan Göteborgs näst största köpcentrum. Området kring torget omges av vita höghus av skivhustyp på 11 våningar. Det högsta huset är Frölunda Specialistsjukhus, med sina 55 meter och 17 våningar. Frölunda torg har också 3 000 gratis parkeringsplatser. Liksom hos många andra platser dit de flesta tar sig med bil, tar parkeringsplatserna upp mer markyta än köpcentrumet.
I november 2010 var det 152 butiker i köpcentret, varav 51 för kläder, skor och sportutrustning, 21 för elektronik, hemutrustning och leksaker och 11 för hälsa, skönhet och frisörer. Det var åtta butiker för mat och dryck samt elva restauranger och caféer. Det fanns 6 banker och 23 ställen med privat, kommunal och statlig service. Dessutom fanns varuhuset Åhléns och ytterligare 20 butiker.
Till detta antal kommer vissa butiker och annat som inte formellt hör till Frölunda Torg men som ligger alldeles bredvid, såsom de vid resecentret, samt de i Frölunda kulturhus. Dessutom finns inom gångavstånd (vid Topasgatan) ett stort möbelvaruhus.

### Resecentrum Frölunda
I samband med trängselskatten, som infördes i Göteborg vid årsskiftet 2012/2013, byggdes ett nytt resecentrum i anslutning till Frölunda torg, av Västtrafik, detta för att möta den ökande efterfrågan på kollektivtrafiken. År 2011 användes busshållplatsen dagligen av 27 000 resenärer. Frölunda torg utpekas som en av de viktigaste portarna till Göteborg. Antalet resande bedöms öka kraftigt vid torget i målbilden för kollektivtrafiksatsningen K2020 (år 2020, den bygger på att locka över det ganska stora antalet bilister från villaförorterna till kollektivtrafiken). Resecentret består av en byggnad på cirka 1 400 kvadratmeter i tre våningar, varav en under jord, och beräknades kosta 69 miljoner kronor. Resecentret innehåller väntsal, tidningskiosk med mera. Övervåningen innehåller personalutrymmen för förare och butikspersonal. Näverlursgatan har även byggts om till gågata och där finns sedan tidigare några mindre butiker.
Busshållplatsen Frölunda torg ovan jord väster om torget är västra Göteborgs största knutpunkt för bussar. En mängd busslinjer förbinder västra Göteborg med resten av staden samt flertalet linjer som går lokalt i närområdet. Spårvagnshållplatsen Frölunda Torg Station är direkt ansluten till köpcentrumet och renoverades i samband med en större ombyggnad av torget under 2008–2012. Den är delvis beläggen under jord och trafikeras av tre spårvagnslinjer. Linje 8 har Frölunda torg som ändhållplats medan linje 7 och 1 båda har Tynnered som sista station. Linjerna går från torget till Angered, Bergsjön och Östra sjukhuset via Korsvägen eller Brunnsparken.

### Frölunda kulturhus
I det närbelägna kulturhuset finns Västra Frölunda bibliotek, Frölundabion, simhallen Frölundabadet, Skolbibliotekscentralen, tandläkare, ett gym och en mindre utställningslokal.

## Konstnärlig utsmyckning
Utanför torget finns en skulptur i kopparlegering, Ställbart universum, med måtten 6 x 5 meter, utförd av Arne Jones och invigd ett år efter centrum den 10 september 1967. I samband med en renovering 2009, då konstverket fanns lagrat i väntan på uppsättning, stals tre av ringarna. Man satte ändå upp det igen och kompletteringen kunde ske först i november 2014. Ett glaskonstverk levererat av Orrefors sattes även upp inne i centralhallen men togs ned på 90-talet.